# Viloria (Castropodame)
Viloria es una localidad española perteneciente al municipio de Castropodame, en la provincia de León, comunidad autónoma de Castilla y León.

## Geografía

### Ubicación
| Noroeste: Bembibre           | Norte: Bembibre          | Noreste: Las Ventas de Albares |
| Oeste: Matachana             |                          | Este: Las Ventas de Albares    |
| Suroeste San Pedro Castañero | Sur: San Pedro Castañero | Sureste: San Pedro Castañero   |

## Demografía
Evolución de la población
| Gráfica de evolución demográfica de Viloria entre 2000 y 2017      |
|                                                                    |
| Población de derecho (2000-2017) según el padrón municipal del INE |